# Stevern
Stevern ist eine zur Gemeinde Nottuln gehörende Bauerschaft in Nordrhein-Westfalen. Die Ansiedlung erhielt ihren Namen durch ihre Lage entlang der Stever.

## Lage
Die Bauerschaft liegt im Gebiet der Gemeinde Nottuln, rund zwei Kilometer nordöstlich vom Hauptort. Die Bebauung zieht sich hauptsächlich südlich der Stever auf einer Breite von rund eineinhalb Kilometer entlang.

## Sehenswertes

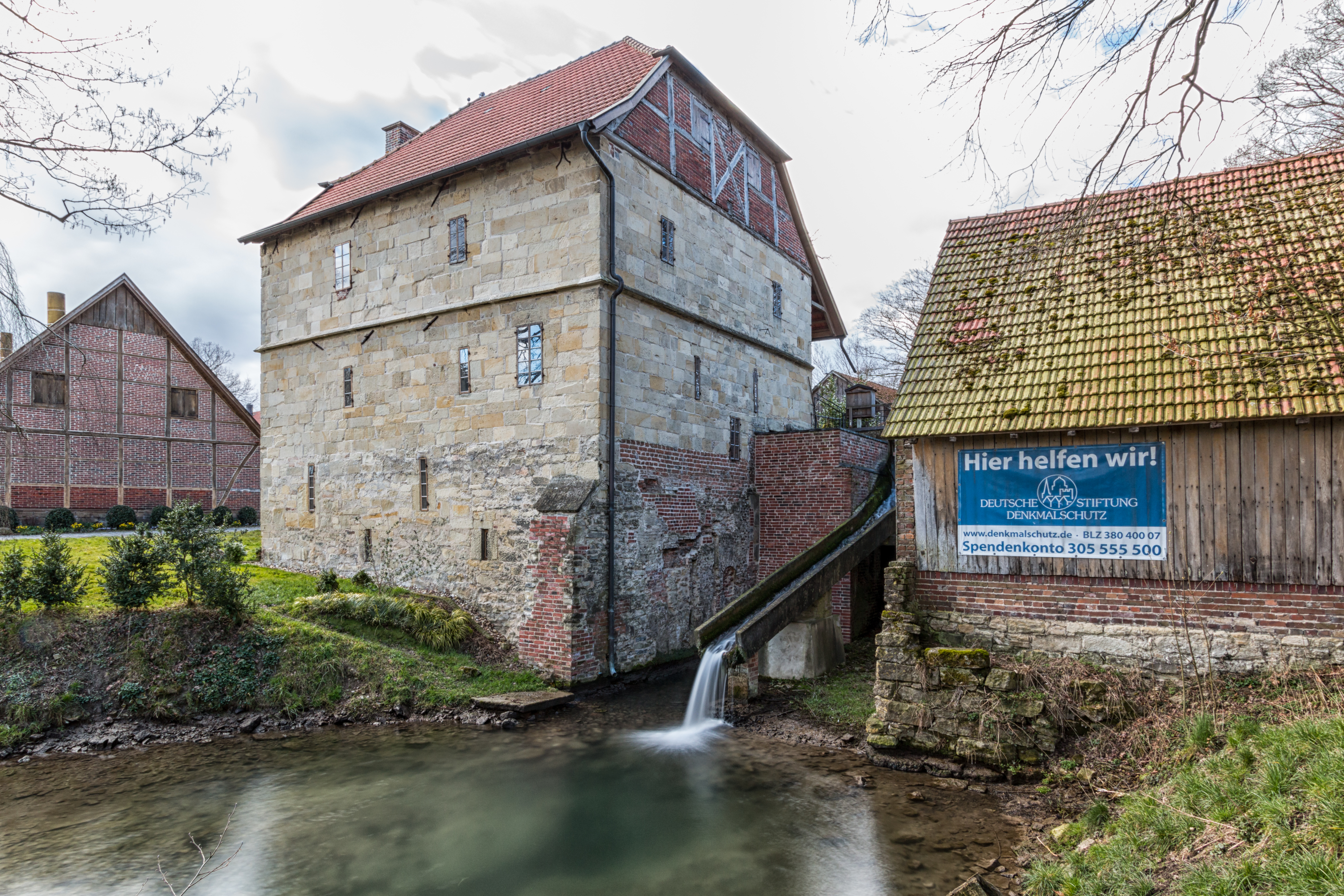
Wassermühle Schulze Westerath

- Wassermühle Schulze Westerath: Um 1490 erbaut, heute eine funktionsfähige Museumsmühle
- Naturschutzgebiete Steverquelle

## Verkehr
Die Bauerschaft wird westlich von der Landesstraße 874 begrenzt, auf der östlichen Seite endet die Ansiedlung mit der querenden L 843. Die nächste Fernstraße, die Bundesstraße 525, verläuft durch Nottuln rund zwei Kilometer in südwestlicher Richtung.